# Digital Master Sampler
Digital Master Sampler es un álbum recopilatorio promocional de la banda británica Queen, publicado en 1994 por EMI Records.
Publicado sólo en el Reino Unido para promocionar la serie de remasterización digital en CD y cassette. El álbum presenta al menos una canción por cada álbum.

## Lista de canciones
| Lista de canciones de Digital Master Sampler |                                       |                            |          |  |
| N.º                                          | Título                                | Lanzamiento original       | Duración |  |
| 1.                                           | «Liar»                                | Queen, 1973                | 6:25     |  |
| 2.                                           | «Funny How Love Is»                   | Queen II, 1974             | 2:51     |  |
| 3.                                           | «In the Lap of the Gods... Revisited» | Sheer Heart Attack, 1974   | 3:43     |  |
| 4.                                           | «Lily of the Valley»                  | Sheer Heart Attack, 1974   | 1:44     |  |
| 5.                                           | «I'm in Love with My Car»             | A Night at the Opera, 1975 | 3:05     |  |
| 6.                                           | «'39»                                 | A Night at the Opera, 1975 | 3:31     |  |
| 7.                                           | «You Take My Breath Away»             | A Day at the Races, 1976   | 4:40     |  |
| 8.                                           | «Spread Your Wings»                   | News of the World, 1977    | 4:32     |  |
| 9.                                           | «Mustapha»                            | Jazz, 1978                 | 3:01     |  |
| 10.                                          | «Get Down, Make Love»                 | Live Killers, 1979         | 4:34     |  |
| 11.                                          | «Dragon Attack»                       | The Game, 1980             | 4:19     |  |
| 12.                                          | «The Hero»                            | Flash Gordon, 1980         | 3:31     |  |
| 13.                                          | «Staying Power»                       | Hot Space, 1982            | 4:10     |  |
| 14.                                          | «Keep Passing the Open Windows»       | The Works, 1984            | 5:22     |  |